# Лисунов, Борис Павлович
Бори́с Па́влович Лисуно́в (20 августа 1898, Астрахань — 3 ноября 1946, Москва) — советский авиаконструктор, инженер-полковник, организатор производства самолёта Ли-2 (названного в его честь).

## Биография

### Ранние годы
Родился 19 августа 1898 года в станице Дурновской Астраханского уезда (ныне село Рассвет Наримановского района) Астраханской губернии в семье казачьего сотника. В 1918 году окончил 8 классов саратовской мужской гимназии № 2. Учился в ВВИА им. Н. Е. Жуковского, которую с отличием окончил в 1926 году. Его сокурсником был авиаконструктор Сергей Владимирович Ильюшин, с которым Лисунов позднее вместе работал и дружил семьями.

### Работа в авиации
С 1926 года служил в эскадрилье «Ультиматум» в должности инженера-механика. Затем работал главным инженером Харьковского авиационного завода. 27 января 1938 года назначен техническим директором авиазавода № 84 в подмосковном городе Химки. 
11 сентября 1941 в связи с приближением линии фронта принято решение об эвакуации авиазавода в Ташкент. Под руководством Лисунова завод был полностью вывезен, воссоздан на новом месте (ТАПОиЧ) и начал поставлять самолёты для нужд фронта. В Ташкенте здоровье Лисунова ухудшилось, он перенёс инфаркт. С февраля 1946 г. Б. П. Лисунов был отозван в Москву на должность главного технолога 10-го Главного управления наркомата авиационной промышленности. 

### Освоение лицензионного производства самолёта Ли-2
В сентябре 1936 года Лисунов был направлен в длительную командировку в США для изучения конструкции и технологии сборки самолета DC-3 с целью приобретения лицензии на их производство в СССР. После ареста в 1937 году Владимира Мясищева руководство освоением производства самолёта в СССР было возложено на А. А. Сенькова (в варианте самолёта ПС-84), а позднее — на Лисунова (Ли-2). Самолёт был пересчитан из дюймовой системы в метрическую с учётом действовавших в СССР технологических норм и получил новые отечественные двигатели, также являвшиеся адаптациями американских образцов. Ли-2 был выпущен в количестве около 14 000 самолётов различного назначения и был в 1940-х годах самым массовым гражданским самолётом в стране, прослужившим в авиации почти 40 лет.

### Смерть
Борис Павлович Лисунов скоропостижно скончался 3 ноября 1946 года в Москве в возрасте 48 лет. Он похоронен на Донском кладбище (участок 1/2).

## Награды
- Орден Ленина (10.07.1943)
- Орден Ленина (16.09.1945)
- Орден Красной Звезды
- Орден Красной Звезды (30.04.1945)
- Медаль «За оборону Москвы»
- Медаль «За победу над Германией в Великой Отечественной войне 1941—1945 гг.»

## Память
- Именем Лисунова называлась улица в Ташкенте, проходящая от Ташкентской Кольцевой Автомобильной дороги до пересечения улиц Слонима и Алимкентской. В 2009 году улица Лисунова была переименована в улицу Карасу.[7]
- Также в Ташкенте существовал массив Лисунова, состоящий из четырёх кварталов. Однако, как и одноимённая улица, в 2009 году он также был переименован — в массив Авиасозлар.
- Архив семьи Лисуновых хранится в Государственном архиве Астраханской области[8]
- В Рассветской средней школе оформлен памятный стенд о жизненном пути Б. П. Лисунова[6]